# Diluvicursor
Diluvicursor — викопний рід невеликих динозаврів з інфраряду орнітоподів з нижнього альба Австралії. У рід включають єдиний вид Diluvicursor pickeringi. Відомі рештки двох екземплярів: хребець і частковий посткраніальний скелет, виявлені в 2005 році в світі Еумералла і описані в 2018 році.

## Відкриття і назва

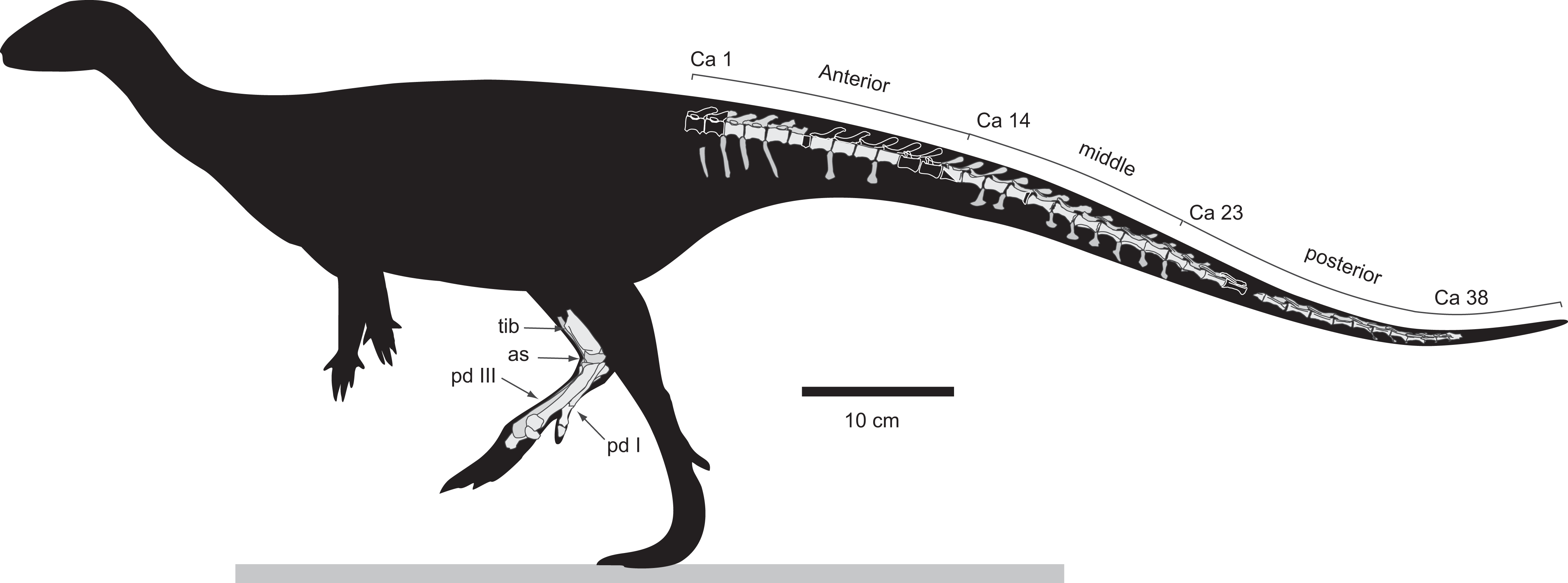
Відомі рештки динозавра

Скам'янілі рештки Diluvicursor були знайдені в 2005 році в австралійському штаті Вікторія, в свиті Еумералла, яка датується нижнім альбским ярусом (приблизно 113—112 млн років тому). Тут же, на березі мису Отуей, неподалік від широко розкопаної бухти Динозаврів, до цього були виявлені рештки кількох інших птахотазових, поряд із рештками інших видів. Нова локація отримала назву «Західний піщаник Еріка Рудого» (англ. Eric the Red West Sandstone). Про знахідку в науковій публікації повідомили в 2009 році Томас Річ і його колеги.
Голотип NMV P221080 складається з майже повного зчленованого хвоста, що не має тільки першого, другого і дванадцятого хребців, і фрагментів нижньої правої кінцівки. Скам'янілості збереглися на кам'яній плиті. Мабуть, тіло динозавра змило швидким, повноводним потоком і згодом спіймано в пастку з рослинним сміттям біля деревного пня. Скам'янілості належали статевонезрілій особині. Зразок NMV P229456, частковий хвостовий хребець більшої особини, знайдений поблизу в тому ж родовищі, був також віднесений до цього таксона.
Назва та опис нового таксона було зареєстровано в січні 2018 років через інтернет на сайті ZooBank — офіційному порталі Міжнародної комісії з зоологічної номенклатури. Родова назва таксона походить від лат. diluvi ~, що означає «повінь» або «потоп», і лат. cursor — «бігун». Видова назва pickeringi дано на честь Девіда А. Пікерінга, який вніс помітний вклад в австралійську палеонтологію і який помер під час підготовки дослідження.

## Опис
Голотип є підлітком, чий розмір становив 1,2 м завдовжки. Для відтворення втрачених частин скелета були умовно взяті пропорції гіпсилофодону. У статті зазначено, що збережена частина хвосту у зігнутому вигляді унеможливило визначення його точного розміру. На підставі ізольованого хвостового хребця була дана приблизна оцінка довжини дорослої особини в 2,3 м.